# Rhododendron perakense
Rhododendron perakense är en ljungväxtart som beskrevs av George King och Gamble. Rhododendron perakense ingår i släktet rododendron, och familjen ljungväxter. Inga underarter finns listade i Catalogue of Life.